# Augusta de Montléart

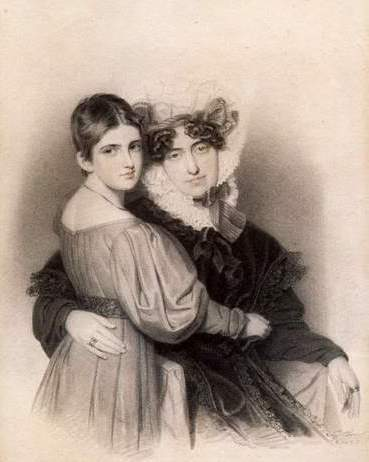
Obraz przedstawiający prawdopodobnie Fryderykę Augustę Marię Ksawierę Kunegundę Julię oraz jej matką Marią Krystyną Wettyn

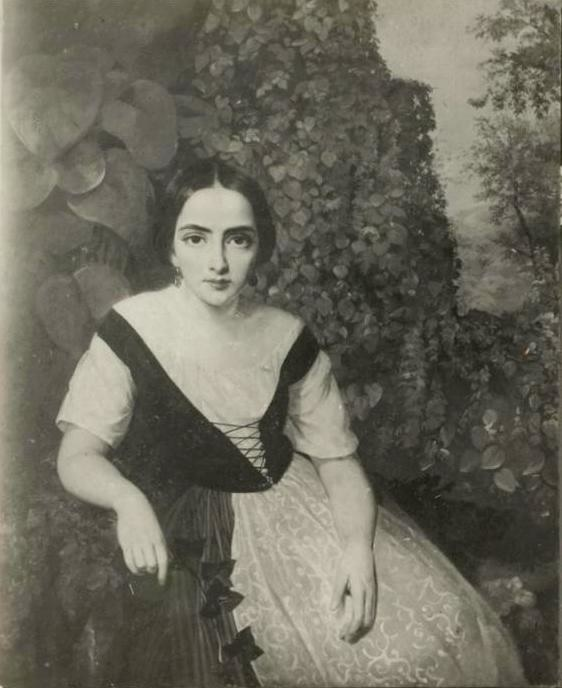
Portret Augusty de Montléart

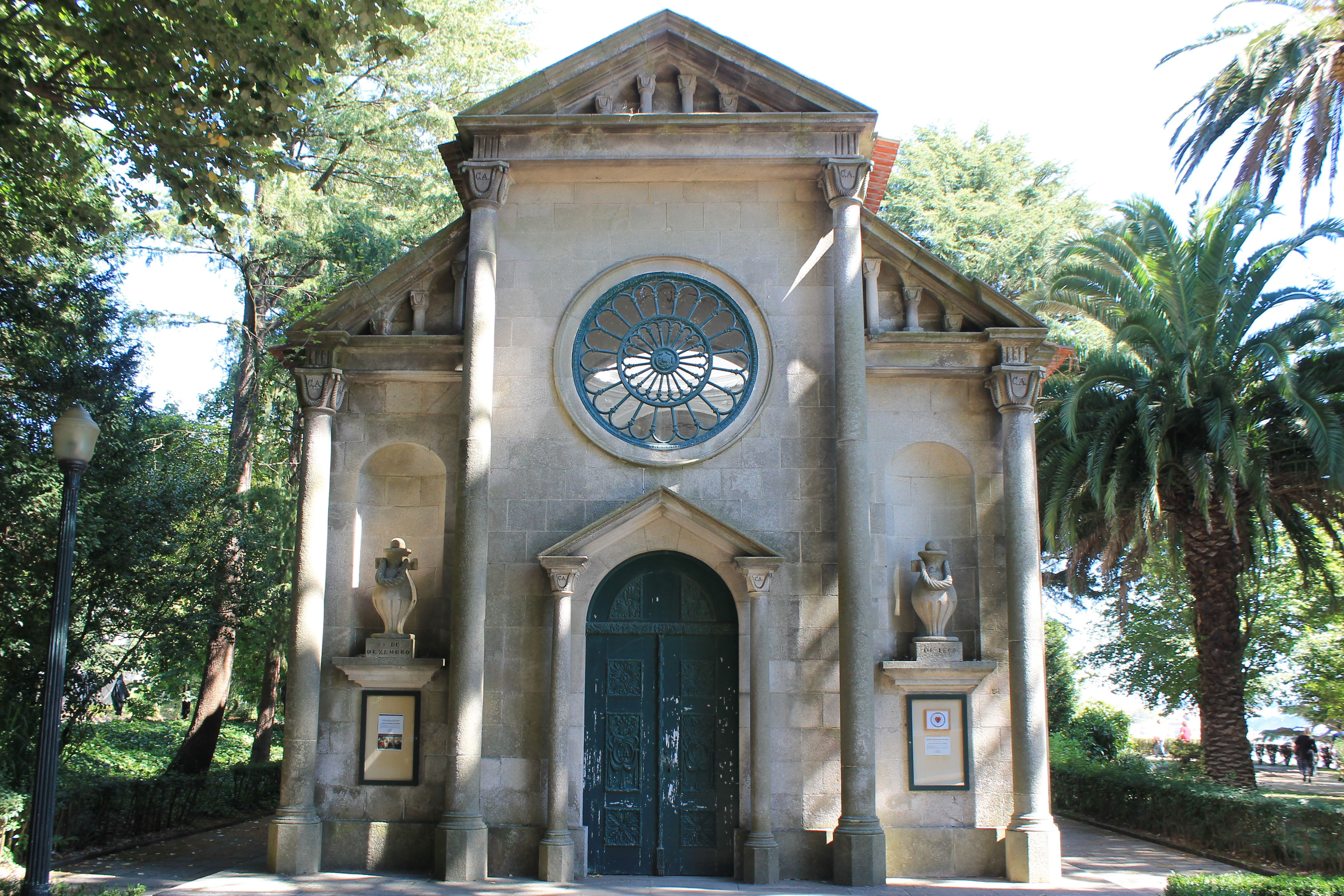
Kaplica Karola Alberta w Porto

Augusta de Montléart, właśc. Frédérique Auguste Marie Xavérine Cunégonde Julie de Montléart (zm. 30 marca 1885 w Krzyszkowicach) – arystokratka francuska, księżniczka austriacka o częściowo polskim rodowodzie, właścicielka dóbr w okolicach Myślenic, znana ze swojej działalności dobroczynnej na rzecz ludności wiejskiej.

## Życiorys
W źródłach pojawiały się różne daty urodzenia: 1813 r. – według notatki „Czasu” z 8 kwietnia 1885 r., 11 listopada 1814, 1819 r. – według notatki kancelarii parafialnej w Sieprawiu z roku 1885 r., i wreszcie – urodzona w Wiedniu w 1823 r. .
Rodzicami Augusty byli Maria Krystyna Wettyn, primo voto księżna Savoy-Carignano, oraz jej drugi mąż, francuski arystokrata Jules Maximilien Thibaut de Montléart, potomek hrabiów Sens, obdarzony austriackim, rodowym tytułem książęcym w 1822 r.. Jej babką ojczystą była Marie Louise St. Simon-Montléart (17631–804), siostra Henriego de Saint-Simona i kuzynka Louisa de Rouvroya. Augusta po kądzieli była wnuczką Karola Krystiana Wettyna, księcia Kurlandii i Semigalii oraz Franciszki z Krasińskich; prawnuczką króla Augusta III Sasa, Marii Józefy Habsburżanki oraz generała Stanisława Antoniego Krasińskiego. Była jednocześnie przyrodnią siostrą Karola Alberta, króla Sardynii z dynastii sabaudzkiej, a z rodziną Habsburgów była dodatkowo spowinowacona poprzez swoją przyrodnią siostrę, Marię Elżbietę di Savoia-Carignano, żonę Rajnera Józefa. Wśród polskich przodków Augusty de Montléart można wymienić Andrzeja Krasińskiego (zm. 1588) oraz Wojciecha Humieckiego (zm. 1672).
Zdaniem Zygmunta Krasińskiego była panną wychowaną na Emilu i pełną „dzikiej” energii.  
Mieszkała w Austrii, Francji, Włoszech oraz w Portugalii. W tej ostatniej w latach 50. była fundatorką, a w pewnym sensie także projektantką,  kaplicy Karola Alberta w Porto, cenotafu, który jest uważany za jeden z bardziej interesujących romantycznych grobowców w tym kraju.
W roku 1851, po śmierci matki, Augusta de Montléart przybyła do Galicji i osiadła na posiadłościach odziedziczonych po swojej babce, Franciszce Krasińskiej. Brat Augusty, Maurycy dostał dobra lanckorońskie, zaś ona sama klucz wiosek wokół Myślenic, którego centrum stały się Krzyszkowice, nabyte w 1869 r. od Natalii Dobrzańskiej, bliskiej przyjaciółki księżnej. Skłócona z rodziną była postrzegana jako osoba ekscentryczna czy nawet ekstrawagancka, m.in. dlatego że w nadzwyczajny sposób kochała konie, ubierała się po męsku albo niezwykle skromnie.
Obecność pod Krakowem ciotki króla Włoch, Wiktora Emanuela II, była lokalną ciekawostką. Augusta osobiście zajmowała się gospodarką. Była arystokratką, która nie wstydziła się pracy. Jej życiową pasją były konie. Ogromną troską otaczała chłopskie dzieci, dlatego nazywano ją „chłopską księżną”.  Dwanaście pomieszczeń swojego dworu przeznaczyła na szpital, w którym finansowała stałego lekarza, a ponadto poświęcała się opiece nad chorymi. Wspierała także miejscowych ubogich odzieżą i wyżywieniem.
Nauczała wiejskie dziewczęta haftowania i oszczędnego zarządzania gospodarstwem. Ubierała się skromnie, jednak gdy udawała się do Krakowa, przyodziewała woźnicę w tradycyjny strój narodowy. Regularnie odwiedzała katedralne krypty, gdzie spoczywał jej prapradziad, król August II Mocny. Czuła się Polką, spokrewnioną z Wettynami, mającymi wedle z konstytucji majowej prawo do tronu Rzeczypospolitej po Stanisławie Auguście. W Krakowie zawsze odwiedzała targ na Kleparzu, gdzie wspomagała biedaków, a towarzysko spotykała się z Jerzym Henrykiem Lubomirskim i jego żoną Cecylią z Zamoyskich. 
Księżna Augusta fundowała stypendia, w tym także uniwersyteckie, dla uzdolnionej wiejskiej młodzieży. Do jej stypendystów należał m.in. Władysław Wicher, syn karbowego, późniejszy ksiądz profesor, nauczyciel Karola Wojtyły. Wspomagała też budowę szkół w Krzyszkowicach, Zawadzie, Sieprawiu i Myślenicach. Dobrze rozumiała język polski, mimo że nim nie mówiła. Jej działalność społeczna była szeroko znana w Krakowie i okolicach.
Rano 30 marca 1885 r. znaleziono ją martwą we własnej sypialni z przestrzeloną głową i zranionym gardłem. Podejrzewano morderstwo lub samobójstwo. Pochowano ją 1 kwietnia 1885 r. na sieprawskim cmentarzu. W uroczystościach żałobnych oprócz tłumu włościan uczestniczyła Cecylia Lubomirka oraz jej rodzina, m.in. jej ojciec Andrzej Zamoyski, jeden z czołowych przedstawicieli pracy organicznej. 
W styczniu 1937 r. szczątki księżnej de Montléart przewieziono do Krzyszkowic, a na nagrobku umieszczono napis: Dobroczynność zmarłej znana była w całej okolicy.
Po śmierci Augusty de Montléart, zgodnie z jej testamentem, dobra krzyszkowickie powróciły do Natalii Dobrzańskiej, natomiast klucz myślenicki przypadł Cecylii Lubomirskiej, wówczas wdowie po księciu Jerzym Henryku. 
29 lipca 1990 r. w kościele parafialnym w Krzyszkowicach odsłonięto tablicę upamiętniającą Augustę de Montléart. Podczas uroczystej sumy homilię wygłosił ksiądz Ludwik Łącki, ostatni stypendysta z zapisu księżnej.